# Martin Galia
Martin Galia (* 12. dubna 1979, Ostrava) je český házenkář, brankář, hrající za český klub HCB Karviná. Je také členem české házenkářské reprezentace.

## Sportovní kariéra
Je odchovancem klubu HC Baník Karviná, se kterým dobyl 3 české mistrovské tituly na přelomu tisíciletí a za který hrál až do roku 2003. Poté odešel do zahraničí a přes švédský klub Redbergslids IK se mu podařilo získat angažmá v německé Bundeslize, která je považovaná za jednu z nejprestižnějších klubových soutěží v házené. Během působení ve Frisch Auf Göppingen získal ocenění nejlepšího brankáře celé ligy.. S klubem TBV Lemgo získal v sezóně 2009/2010 Pohár EHF. V letech 2013–2016 hrál za švýcarský TSV St. Otmar St. Gallen a od roku 2016 působí v Polsku.
V české reprezentaci debutoval 6. ledna 2001 v prohraném zápase proti Dánsku. Účastnil se 4 turnajů Mistrovství světa (2001, 2005, 2007, 2015), 7 turnajů Mistrovství Evropy (2002, 2004, 2008, 2010, 2012, 2018, 2020).

### Sportovní úspěchy
Baník Karviná
- Mistr České republiky: 1999/2000, 2000/2001, 2001/2002

TBV Lemgo
- Pohár EHF: 2009/2010

Reprezentace ČR
- Mistrovství světa:
  - 2001 – 18. místo[2]
  - 2005 – 10. místo
  - 2007 – 12. místo
  - 2015 – 17. místo
- Mistrovství Evropy:
  - 2002 – 8. místo
  - 2004 – 11. místo
  - 2008 – 13. místo
  - 2010 – 8. místo
  - 2012 – 14. místo
  - 2018 – 6. místo
  - 2020 – 12. místo

Individuální
- Nejlepší brankář Bundesligy : 2005/2006 [3]